# Velká Šitboř
Velká Šitboř (németül: Groß Schüttüber) Milíkov településrésze Csehországban a Karlovy Vary-i kerület Chebi járásában. Központi községétől 3 km-re délnyugatra fekszik. A 2001-es népszámlálási adatok szerint 8 lakóháza és 21 lakosa van.